# Live in Krakow
Live in Krakow – debiutancki koncertowy album Madisa, wydany 20 października 2023. Zawiera zapis z koncertu, który odbył się w Klubie Studio w Krakowie, w dniu 9 września 2023 w ramach pierwszej trasy koncertowej Madisa - „Plains of Elysium Tour”. Album został wydany na fizycznych nośnikach CD (2 płyty) i winylu w kolorze niebieskim (2 płyty) w limitowanej ilości 500szt (numerowanych i podpisanych przez autora) oraz w wersji cyfrowej. Koncert został również nagrany i jest dostępny w serwisie YouTube.

## Lista utworów

### Płyta nr 1
1. "Distant Earth" – 8:17
2. "Mount Olympus" – 6:13
3. “Meduza" – 6:22
4. "Sailor’s Sonata" – 6:54
5. "Between The Waves" – 5:57
6. "Desert Of Lost Souls" – 7:09
7. "Ironworks" – 5:14
8. “Sea Of Tranquility Part 1 (Re-Vision)” - 8:25

### Płyta nr 2
1. “Baltic Spirit” – 5:52
2. “Moondust” – 8:28
3. “Carrying The Fire” – 6:47
4. “Plains of Elysium” – 7:13
5. “Phobos and Deimos” – 7:54
6. “Cracow Sunset” – 6:23
7. “Redstorm” – 7:16